# فیلیپو پیتارلو
فیلیپو پیتارلو (انگلیسی: Filippo Pittarello؛ زادهٔ ۹ اکتبر ۱۹۹۶) بازیکن فوتبال اهل ایتالیا است.